# Sub-bosque

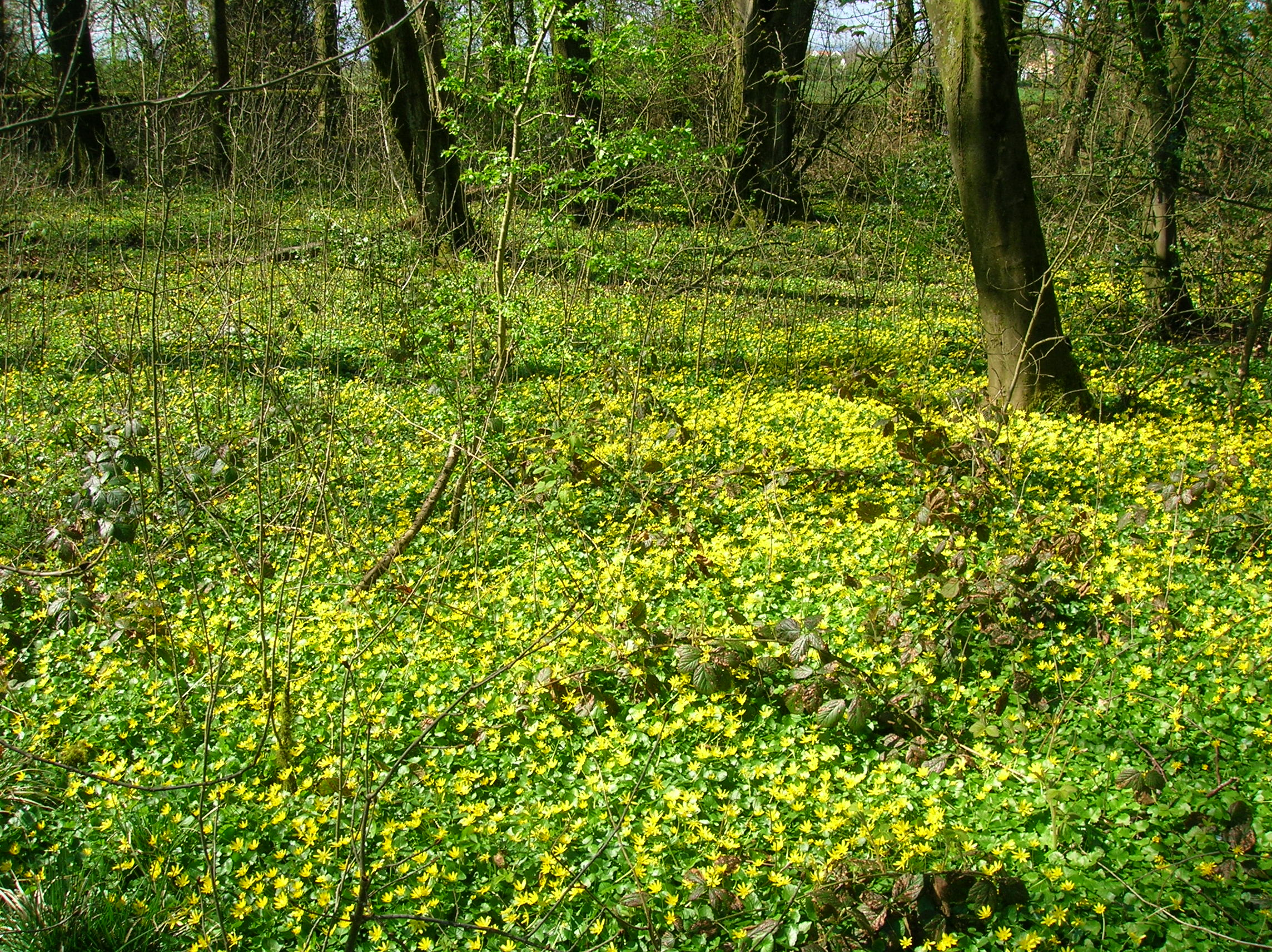
Celandine (Ficaria verna) cobrindo o solo do Spier's School Grounds, Beith, North Ayrshire, Escócia.

Em botânica, um sub-bosque, designa o conjunto de vegetação de baixa estatura que cresce em nível abaixo do dossel florestal. A vegetação do subosque consiste numa mistura de mudas e plantas jovens de árvores do dossel, juntamente com arbustos do subosque e ervas. As árvores mais jovens do dossel florestal costumam ficar reprimidas como juvenis por décadas, enquanto espera uma abertura no dossel que vai permitir o seu crescimento até as copas. Por outro lado, os arbustos do subosque são capazes de completar seu Ciclo de vida na sombra do dossel da floresta. Além disso, algumas árvores pequenas, como o araticunzeiro (Fusaea longifolia) e azevinho, raramente ganham muita altura e são geralmente árvores de subosque.
Subosques florestais têm menor intensidade de luz do que no topo do dossel. As ondas de luz que estão aí disponíveis são apenas uma fração das ondas que estão disponíveis sob plena luz do sol. As plantas de subosque devem, portanto, muitas vezes, ser tolerantes à sombra - elas devem ser capazes de fazer fotossíntese com sucesso com a quantidade limitada de luz disponível. 